# Zagrody (Proszowice)
Zagrody – część miasta Proszowic (SIMC 0951853), w województwie małopolskim, w powiecie proszowickim. Do 1954 samodzielna wieś.
Leżą we wschodniej części miasta, głównie w okolicy ulic Leśnej i Kleszczyńskiego. Graniczą ze wsią Jakubowice.
W latach 1870–1954 Zagrody należały do gminy Klimontów w powiecie miechowskim w woj. kieleckim. 4 listopada 1933 otrzymały status gromady w gminie Klimontów.
Podczas II wojny światowej w powiecie Miechow (miechowskim) w dystrykcie krakowskim w Generalnym Gubernatorstwie. W 1943 roku liczyły 462 mieszkańców. 
1 kwietnia 1945 wraz z powiatem miechowskim włączone do województwa krakowskiego, gdzie stanowiły jedną z 11 gromad gminy Klimontów.
W związku z reformą znoszącą gminy jesienią 1954 roku, Zagrody włączono do Proszowic, oprócz gruntów spółdzielni produkcyjnej Jakubowice, które weszły w skład nowo utworzonej gromady Kowala.